# José Carlos Malato
José Carlos Catalão Malato (Monforte, 7 de março de 1964) é um apresentador de televisão e locutor de rádio português declarado como pessoa não-binária.
Andou nas vindimas em França, trabalhou também no Hotel Palácio, no Estoril, foi auxiliar de administração no Hospital de São José e gerente de uma gelataria no Centro Comercial das Amoreiras, em Lisboa.

## Carreira
Em 1985 estreou-se como animador na Rádio A, em Tires, na época das rádios pirata, com um programa chamado Modus Vivendi. No ano seguinte foi para a Rádio Miramar, de Oeiras, onde criou o programa Trovas do vento que passa. Em 1988 ajudou a fundar a Rádio Comercial da Linha.
A colaboração de José Carlos Malato com a televisão remonta ao ano de 1991, como locutor de continuidade da SIC, precisamente no ano da sua fundação. Contudo, logo no ano seguinte, em 1992, optou por regressar à rádio, desta vez para a Renascença, para desempenhar as funções de repórter no programa Despertar, de António Sala. Entretanto, ajudou a fundar a XFM, onde esteve dois anos como realizador. Voltaria depois para o Grupo Renascença, ingressando na RFM. Aqui continuou com as funções de repórter, agora no programa Café da Manhã, assumindo a seguir a responsabilidade pela emissão de Dick Dees - Weekly Top 40. Em 1997 aceitou um convite da Rádio Comercial, estação onde passou a ser o realizador do programa As Manhãs da Comercial, assim como de Always on Top e Nota Máxima.  
Paralelamente, Malato voltou a experimentar a televisão, mas desta vez como copywriter do Departamento de Autopromoção da SIC. Sem deixar a rádio, em 2002 passou a ser o responsável pelas emissões da manhã da Antena 3.
Seria na RTP que José Carlos Malato viria a fazer carreira na apresentação de programas. Começou no Top+, seguindo-se o programa de entretenimento das tardes de segunda a sexta-feira, Portugal no Coração, ao lado de Merche Romero e Marta Leite de Castro. Neste programa criou tal empatia com o público que, em pouco mais de um ano, se tornou um dos principais rostos da estação em horário nobre. Apresentou meia dezena de concursos — Um contra Todos, A Herança, Jogo Duplo, Quem Quer Ser Milionário? - Alta Pressão e Decisão Final. Conduziu também Sexta à Noite, um talk-show onde conversou com diversas personalidades (jornalistas, escritores, músicos, toureiros, etc.) e o magazine Cartaz RTP, programa destinado a mostrar os conteúdos produzidos pelos vários canais RTP, cabendo a José Carlos Malato sugerir o que ver, ouvir e ler.
José Carlos Malato estudou Filosofia, na Universidade de Lisboa, e licenciou-se em Ciências da Comunicação, na Universidade Autónoma de Lisboa, onde foi assistente do Atelier de Rádio.[carece de fontes?] O seu nome foi atribuído a um largo em Monforte.
Em 2013 apresentou a emissão Elvas em Festa, ao lado de Marta Leite de Castro.
Em 2017 volta ao formato dos concursos, apresentando o programa A Minha Mãe Cozinha Melhor Que A Tua, na RTP1. Também em 2017 Malato apresentou com Sónia Araújo a
1ª semifinal do Festival RTP da Canção 2017 e foi escolhido pela RTP para acompanhar a delegação portuguesa ao Festival Eurovisão, em Kiev, numa edição vencida com um resultado histórico, por Salvador Sobral; a primeira vitória de Portugal neste concurso. No final deste mesmo ano apresentou a partir da Ilha da Madeira, o programa Volta ao Mundo com Licínia Macedo e Sofia Relva.
Em 2018 apresentou, juntamente com Jorge Gabriel, a 1ª semifinal do Festival RTP da Canção 2018, o programa Um Mar de Portugueses com Vanessa Oliveira, Catarina Camacho e Idevor Mendonça na RTP1. Foi também neste ano que assumiu pública e explicitamente a sua homossexualidade.
Entre 2018 e 2019 apresentou o concurso culinário As Receitas Lá de Casa na RTP1.
Em 2019 apresentou, juntamente com Jorge Gabriel, a 2ª semifinal do Festival RTP da Canção 2019, na RTP.  Neste mesmo ano apresentou o Carnaval de Loures juntamente com Vanessa Oliveira e Isabel Angelino, apresentou o programa Mão Dada a Moçambique e ainda apresentou uma série de especiais da RTP denominadas Festa do Alvarinho e do Fumeiro em direto de Melgaço com Vanessa Oliveira e Tiago Góes Ferreira; Festa da Flor em direto do Funchal com Vanessa Oliveira e Licínia Macedo; Festas de Oeiras com Vanessa Oliveira e Idevor Mendonça, Festa de Verão em direto da Costa de Caparica com Tânia Ribas de Oliveira e Inês Carranca, Festa da Sardinha em direto de Portimão com Sónia Araújo e Isabel Angelino, o Festival de Gastronomia de Bordo em direto de Peniche com Joana Teles e Idevor Mendonça, Festival da Empada/Feira do Tapete de Arraiolos em direto de Arraiolos com Catarina Camacho e Idevor Mendonça e ainda as Festas da Cidade em direto de Torres Vedras com Joana Teles e Joana Dias. Neste mesmo ano apresentou as 7 Maravilhas Doces de Portugal, os programas Férias Cá Dentro e Turismo Militar, esteve encarregue à reportagem do "Festival RTP Andamento" com Inês Lopes Gonçalves, Idevor Mendonça e Inês Carranca, o Circo de Natal ao lado de Sónia Araújo, o Adeus 2019 ao lado de Joana Teles e Inês Carranca e ainda o programa Viva 2020 com Joana Teles.
Entre 2019 e 2020 substituiu pontualmente os apresentadores regulares do programa Aqui Portugal na RTP1.
Em 2020 apresentou o Carnaval de Loulé com Vanessa Oliveira, Joana Dias e Inês Carranca; juntamente com Sónia Araújo apresentou a 2ª semifinal do Festival RTP da Canção 2020 e com várias rostos do canal os formatos: 7 Maravilhas da Cultura Popular, Rota N2, Férias cá Dentro e Jardins Históricos, apresentou também a Festa da Flor da Madeira com Tânia Ribas de Oliveira e Licínia Macedo e ainda os programas de fim de ano: Adeus 2020 e Viva 2021 com Joana Teles e Licínia Macedo, na RTP1.
Em 2021 apresentou a  2ª semifinal do Festival RTP da Canção 2021 com Tânia Ribas de Oliveira; o programa Elvas, Património da Humanidade com Vanessa Oliveira, Isabel Angelino e Tiago Góes Ferreira e também o 7 Maravilhas da Nova Gastronomia. Posteriormente, apresentou Rumo a Tóquio com Tânia Ribas de Oliveira e Feira do Livro com Vanessa Oliveira, Hélder Reis e Idevor Mendonça, na RTP1. Na RTP2 apresentou a Corrida EDP Lisboa, a Mulher e a Vida com Vanessa Oliveira. Posteriormente, na RTP1, apresenta a Festa das Vindimas com vários rostos do canal e a Maratona da Saúde com Tânia Ribas de Oliveira. Neste mesmo ano, teve uma pequena participação no videoclipe "Crazy Nando", da banda The Black Mamba, gravado num hotel de Roterdão.
Em 2022 apresentou o Carnaval da Figueira da Foz com Vanessa Oliveira, Tiago Góes Ferreira, Rita Belinha, Idevor Mendonça e Isabel Angelino; com Tânia Ribas de Oliveira, a 2ª semifinal do Festival RTP da Canção 2022; o programa Marchas Populares de Lisboa-Apresentação dos Bairros, com Vanessa Oliveira; a Corrida da Mulher - EDP Lisboa, a Mulher e a Vida, com Isabel Angelino; o programa Casamentos de Santo António - Apresentação, com Vanessa Oliveira, Isabel Angelino e Serenella Andrade; as Marchas Populares de Lisboa de 2022, com Tânia Ribas de Oliveira; Parque Mayer - 100 Anos, com Tânia Ribas de Oliveira e Inês Carranca; World Bike Tour com Vanessa Oliveira, Idevor Mendonça e Inês Carranca; o programa Férias Cá Dentro; o Festival Santa Casa Alfama; a emissão Fado Alfama com Vanessa Oliveira, Isabel Angelino, Serenella Andrade e Idevor Mendonça e a Festa de Natal com Vanessa Oliveira.
Em 2023 foi concorrente do concurso Dança Comigo; apresentou, com Tânia Ribas de Oliveira, a 1ª semifinal do Festival RTP da Canção 2023. A partir deste ano passou a substituir Tânia Ribas de Oliveira no programa A Nossa Tarde. Apresentou, ainda, o Festival Santa Casa Alfama e o X Desfile Nacional de Bandas Filarmónicas, com Vanessa Oliveira e Isabel Angelino. No final de 2023, apresentou com Tânia Ribas de Oliveira, Inês Carranca, Tiago Góes Ferreira, José Manuel Monteiro, Lara Lopes, Licínia Macedo e Graça Moniz a emissão especial Adeus 2023.
Entre 2023 e 2024 apresentou ainda o programa A Nossa Tarde, nas ausências de Tânia Ribas de Oliveira.
Em 2024 apresentou A Nossa Tarde - Especial Carnaval, em direto de Sesimbra, com Tânia Ribas de Oliveira, Tiago Góes Ferreira e Inês Carranca, apresentou, com Tânia Ribas de Oliveira, a 1ª semifinal do Festival RTP da Canção 2024 e com Vanessa Oliveira e Lara Lopes , o Especial Volta 2024 e o Festival Caixa Alfama. Apresentou ainda o XI Desfile Nacional de Bandas Filarmónicas, com Vanessa Oliveira e Serenella Andrade, bem como a Festa de Natal, com Vanessa Oliveira, Tiago Góes Ferreira, Rita Belinha, Marta Mota, Catarina Fernandes e Graça Moniz.
Entre 2020 e 2024 apresentou alternadamente o programa semanal Aqui Portugal.
Em 2025 foi jurado convidado do programa Rir para Ganhar, apresentou a 1ª semifinal do Festival RTP da Canção 2025, com Jorge Gabriel, o Carnaval de Ovar e a Batalha das Flores, em direto de Barcelos, com Vanessa Oliveira e Lara Lopes. Apresentou também a Festa da Flor da Madeira, com Licínia Macedo e Catarina Fernandes, e as Marchas Populares de Lisboa, com Tânia Ribas de Oliveira e Tiago Góes Ferreira. Apresentou ainda o Especial Volta 2025 e a Festa do Emigrante, ambos com Vanessa Oliveira e Lara Lopes.
Atualmente apresenta emissões especiais; o programa A Nossa Tarde nas ausências de Tânia Ribas de Oliveira; é um dos rostos dos programas anuais Natal dos Hospitais, Festival RTP da Canção, Circo de Natal RTP e Marchas populares de Lisboa. E é também um dos apresentadores do programa periódico Portugal no Mundo.

## Vida pessoal
Após aparecer em tronco nu num vídeo promocional da discoteca madrilenha Mad.Bear, vocacionada à comunidade gay ursa, Malato declarou não ser homossexual, afirmando estar casualmente no local. Em maio de 2018, após a morte do pai que quase o leva a uma depressão, assumiu a sua homossexualidade, assim como a relação de namoro que então tinha com o músico João Caçador, afirmando sempre ter escondido a sua orientação sexual por medo da exposição que isso causaria. Em outubro do mesmo ano, revelou ter terminado o namoro com João Caçador e estar de relações cortadas com a mãe, por iniciativa desta, devido à revelação da sua orientação, cuja culpa atribuiu ao seu passado de Testemunha de Jeová.
Em janeiro de 2019, assinalando o nono aniversário da legalização do casamento entre pessoas do mesmo sexo em Portugal, afirmou o seu desejo de ver casais do mesmo sexo nos Casamentos de Santo António, parte das comemorações dos Santos Populares, promovida pela Câmara Municipal de Lisboa.
Em setembro de 2022, Malato declarou-se como pessoa não-binária através da rede social Instagram, afirmando que o fez por ativismo, e por acreditar que a dualidade masculino/feminino está presente nos seres humanos, apesar da "cultura fascista e da sociedade patriarcal a tentarem esmagar". Segundo a publicação, a motivação da declaração da sua identidade de género foi poder passar a usar a sua projeção mediática para visibilidade e representatividade às pessoas não binárias na sociedade portuguesa, como demonstração de empatia, e como forma de manifesto contra a discriminação que sofrem, em particular nas redes sociais.

## Homenagens
Em Monforte, sua terra natal, em 2005, uma praça foi denominada largo José Carlos Malato.